# والت ووكر
والت ووكر (بالإنجليزية: Walt Walker)‏ هو لاعب كرة قاعدة أمريكي، ولد في 12 مارس 1860 في بلدة برلين في الولايات المتحدة، وتوفي في 28 فبراير 1922 في بونتياك في الولايات المتحدة.